# Liste der Baudenkmäler in Nersingen
Auf dieser Seite sind die Baudenkmäler in der schwäbischen Gemeinde Nersingen zusammengestellt. Diese Tabelle ist eine Teilliste der Liste der Baudenkmäler in Bayern. Grundlage ist die Bayerische Denkmalliste, die auf Basis des Bayerischen Denkmalschutzgesetzes vom 1. Oktober 1973 erstmals erstellt wurde und seither durch das Bayerische Landesamt für Denkmalpflege geführt wird. Die folgenden Angaben ersetzen nicht die rechtsverbindliche Auskunft der Denkmalschutzbehörde.
 Diese Liste gibt den Fortschreibungsstand vom 24. Oktober 2013 wieder und enthält 18 Baudenkmäler.

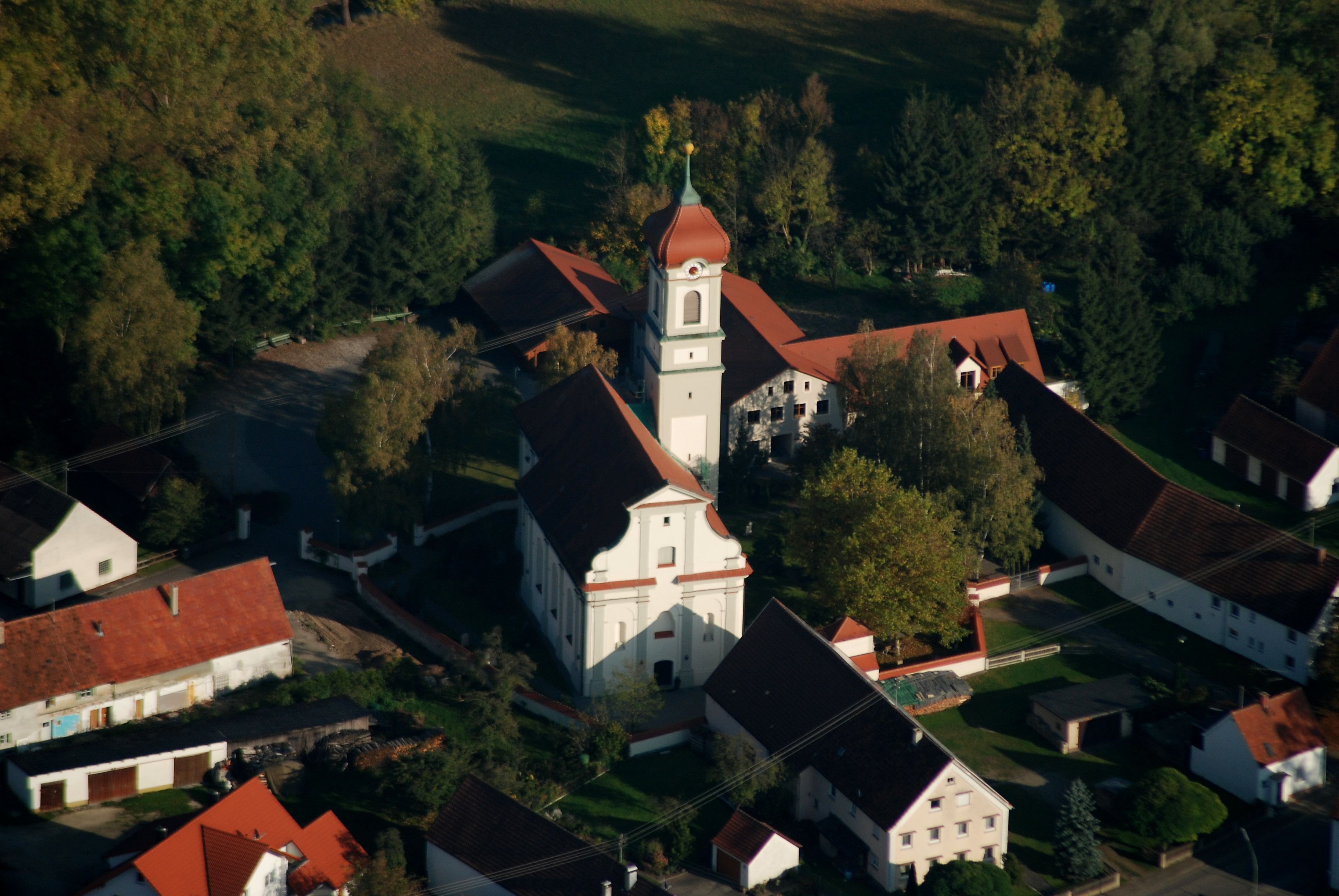
Blick auf den Ortsteil Straß

## Baudenkmäler nach Ortsteilen

### Nersingen
| Lage                                                                    | Objekt                                      | Beschreibung | Akten-Nr.     | Bild           |
| ----------------------------------------------------------------------- | ------------------------------------------- | --- | ------------- | -------------- |
| Dorfstraße 20 (Standort)                                                | Evangelisch-lutherische Kirche St. Nikolaus | spätmittelalterliche Chorturmanlage, 1553/54 (Dendro) errichtet, 1831/32 (Dendro) nach Westen erweitert; mit Ausstattung                                       | D-7-75-134-1  | weitere Bilder |
| bei Ulmer Straße 52 (Standort)                                          | Bildstock                                   | gemauerter Pfeiler mit bemalten Blendnischen, 18. Jahrhundert                                                                                                  | D-7-75-134-3  | weitere Bilder |
| Ulmer Straße, am Feldweg gegenüber der Einmündung Dorfstraße (Standort) | Steinkreuz                                  | spätmittelalterlich | D-7-75-134-5  | weitere Bilder |
| Ulmer Straße 31 (Standort)                                              | Sudhaus                                     | dreigeschossiger Satteldachbau in Blankziegelbauweise mit fünfgeschossigem, turmartigem Eckelement, Lisenen und Ornamentbändern, 1901 nach Brand neu errichtet | D-7-75-134-22 | weitere Bilder |
| Weißenhorner Straße 8 (Standort)                                        | Katholische Pfarrkirche St. Ulrich          | Saalbau mit eingezogenem Rechteckchor und Turm im nördlichen Winkel, 1955/56 von Anton Wenzel; mit Ausstattung                                                 | D-7-75-134-4  | weitere Bilder |

### Glassenhart
| Lage                         | Objekt      | Beschreibung                                                           | Akten-Nr.     | Bild           |
| ---------------------------- | ----------- | ---------------------------------------------------------------------- | ------------- | -------------- |
| Bei Glassenhart 2 (Standort) | Feldkapelle | mit Vorbau und Walmdach, 18./19. Jahrhundert, erneuert mit Ausstattung | D-7-75-134-20 | weitere Bilder |
| Bei Glassenhart 2 (Standort) | Sühnekreuz  | 1569; neben der Kapelle                                                | D-7-75-134-20 | weitere Bilder |

### Leibi
| Lage                           | Objekt                                    | Beschreibung | Akten-Nr.    | Bild           |
| ------------------------------ | ----------------------------------------- | --- | ------------ | -------------- |
| Elchinger Straße 40 (Standort) | Katholische Kirche St. Vitus und Leonhard | Saalbau mit Polygonalchor und Turm im nördlichen Winkel, im Kern spätgotisch, Turmobergeschoss und Langhaus 18. Jh.; mit Ausstattung | D-7-75-134-6 | weitere Bilder |

### Oberfahlheim
| Lage                              | Objekt                                  | Beschreibung | Akten-Nr.     | Bild           |
| --------------------------------- | --------------------------------------- | --- | ------------- | -------------- |
| Alte Landstraße 1 a (Standort)    | Ehemaliges Bräuhaus                     | zweigeschossiger Walmdachbau mit geschweiftem Zwerchgiebel, um 1785/95 | D-7-75-134-8  | weitere Bilder |
| Alte Landstraße 3 (Standort)      | Ehemaliges Amtshaus der Abtei Elchingen | zweigeschossiger Walmdachbau, im Kern 1688, Mitte 18. Jahrhundert, vielleicht durch Joseph Dossenberger umgebaut                                                                                       | D-7-75-134-9  | weitere Bilder |
| Alte Landstraße 3 (Standort)      | Stadel                                  | mit Steilwalmdach, 2. Hälfte 18. Jahrhundert | D-7-75-134-9  | weitere Bilder |
| Kalvarienberg (Standort)          | 14 Kreuzwegstationen                    | auf dem Kalvarienberg, gemauerte Pfeiler, 18. Jahrhundert, in den Blenden Tonreliefs, 19. Jahrhundert                                                                                                  | D-7-75-134-13 | weitere Bilder |
| Kalvarienberg (Standort)          | Katholische Lindenkapelle St. Maria     | auf dem Kalvarienberg, längsrechteckig mit Satteldach, vor 1778 errichtet, wohl im 19. Jahrhundert weitgehend erneuert; mit Ausstattung                                                                | D-7-75-134-12 | weitere Bilder |
| Kirchweg 3; Kirchweg 1 (Standort) | Katholische Pfarrkirche St. Dionysius   | Saalbau mit eingezogenem Polygonalchor und Turm im nördlichen Winkel, in der nördlichen Mauer Reste eines romanischen Vorgängerbaus, um 1475 Neubau, 1810 Verlängerung des Langhauses; mit Ausstattung | D-7-75-134-11 | weitere Bilder |
| Kirchweg 3; Kirchweg 1 (Standort) | Friedhofsmauer                          | in Teilen 18. Jahrhundert | D-7-75-134-11 | Friedhofsmauer |

### Straß
| Lage                       | Objekt                                     | Beschreibung | Akten-Nr.     | Bild                               |
| -------------------------- | ------------------------------------------ | --- | ------------- | ---------------------------------- |
| An der Kirche 6 (Standort) | Steinkreuz                                 | spätmittelalterlich, ursprünglich neben dem ehem. Armenhaus | D-7-75-134-16 | weitere Bilder                     |
| An der Kirche 6 (Standort) | Katholische Pfarrkirche St. Johann Baptist | Saalbau mit eingezogenem Rechteckchor und Turm im südlichen Winkel, Turmunterbau mit Rechteckblenden möglicherweise vom 1746 abgetragenen Vorgängerbau, sonst Neubau 1746 ff. von Johann Baptist Wiedemann; mit Ausstattung | D-7-75-134-14 | weitere Bilder                     |
| An der Kirche 6 (Standort) | Ölbergkapelle                              | mit Ossuarium, querrechteckig mit Pyramidendach und Ölberggruppe, 1754 | D-7-75-134-15 | weitere Bilder                     |
| Ilgstraße 2 (Standort)     | Ehem. Gasthaus der Abtei Elchingen         | stattlicher, zweigeschossiger Satteldachbau mit Ecklisenen, um 1800, Gliederung 19. Jh. | D-7-75-134-17 | Ehem. Gasthaus der Abtei Elchingen |

### Unterfahlheim
| Lage                        | Objekt                                | Beschreibung                                                                                          | Akten-Nr.     | Bild           |
| --------------------------- | ------------------------------------- | --- | ------------- | -------------- |
| Bei Siedlung 1 (Standort)   | Bildstock                             | Pfeiler mit vier Nischen, 18. Jahrhundert                                                             | D-7-75-134-19 | weitere Bilder |
| Bahnhofstraße 11 (Standort) | Katholische Kirche Hl. Dreifaltigkeit | Saalbau mit eingezogenem, halbrund geschlossenem Chor und Dachreiter im Westen, 1754; mit Ausstattung | D-7-75-134-18 | weitere Bilder |

## Ehemalige Baudenkmäler
In diesem Abschnitt sind Objekte aufgeführt, die früher einmal in der Denkmalliste eingetragen waren, jetzt aber nicht mehr. Objekte, die in anderem Zusammenhang also z. B. als Teil eines Baudenkmals weiter eingetragen sind, sollen hier nicht aufgeführt werden. Aktennummern in diesem Abschnitt sind ehemalige, jetzt nicht mehr gültige Aktennummern.

| Lage                                             | Objekt     | Beschreibung                | Akten-Nr.     | Bild           |
| ------------------------------------------------ | ---------- | --------------------------- | ------------- | -------------- |
| Leibi Ulmer Straße 3 (Standort)                  | Grenzstein | Glaidstein, bez. mit „1574“ | D-7-75-134-7  | weitere Bilder |
| Straß 1,4 km westlich von Dachsweg 18 (Standort) | Grenzstein | Glaidstein, 16. Jahrhundert | D-7-75-134-21 | weitere Bilder |